# 潘永強
潘永強（1971年—，Phoon Wing Keong）是一名馬來西亞政治學家，目前擔任南方大學學院人文与社会科学学院副院长暨通识教育中心主任、马来西亚研究中心主任。有多年留學外國經驗，先後取得國立政治大學东亚研究所硕士、復旦大学国际关係与公共事务学院博士。回國後曾經擔任吉隆坡尊孔独立中学校长、新纪元学院研究员、馬來西亞華社研究中心副主席、林连玉基金董事等等。

## 著作
- 《当代马来西亚：政府与政治》
- 《未完成的政治转型：2013马来西亚当选分析》
- 《旧政权与新政府：马来西亚2004年大选与政治走向》